# Skämtartikel
En skämtartikel är en typ av leksak som går ut på att göra en annan person löjlig, bortgjord och/eller lurad. Själva skämtet genomförs antingen genom att lura den andra personen att bete sig på ett visst sätt eller genom att försöka få personen att tro att verkligheten ter sig på ett sätt som den egentligen inte gör. 
En klassisk skämtartikel är blomman på kavajslaget som sprutar vatten. Blomman är i själva verket konstgjord och kopplad till en slang och en liten pump som bäraren av blomman trycker på när den vill spruta.
Andra exempel är spik genom fingret, spya på golvet, lösnäsa och pruttkudde. Även sådana saker som klipulver och nyspulver kan räknas hit.
Klipulver är ett pulver som har en förmåga att få personen som utsätts för det att få en kliande känsla på det ställe som klipulver apterats. Klipulver kan tillverkas av luddet som omger de frön man finner i nypon.
Som nyspulver kan man använda mald vitpeppar.

## Bildgalleri

En plastspya.
Naturtroget hundbajs.
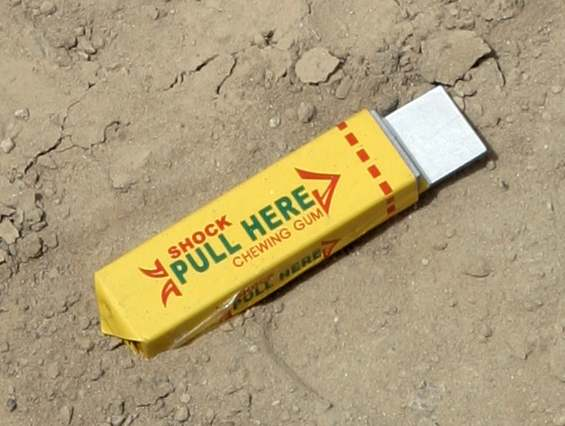
Skämttuggummi som ger mottagaren en lätt stöt.
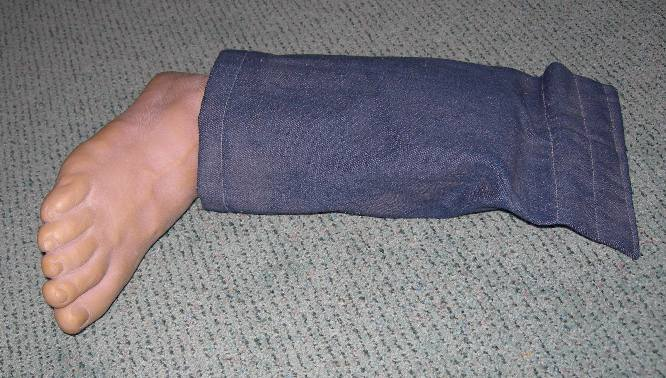
Skämtartikel som ska föreställa ett avhugget ben.
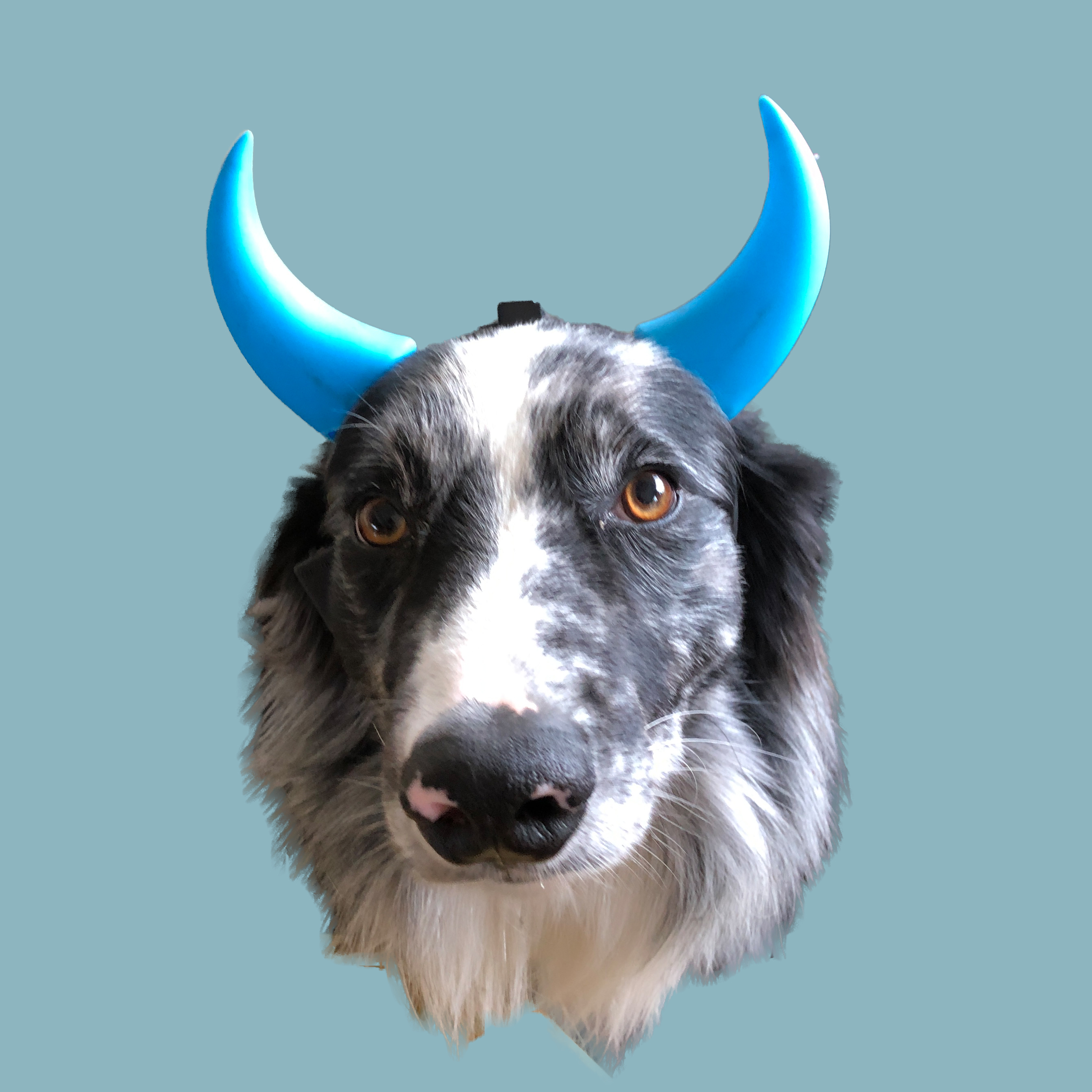
Hund med horn.